# Hortensja pnąca
Hortensja pnąca (Hydrangea petiolaris) – gatunek pnącza z rodziny hortensjowatych, bywa klasyfikowany także jako podgatunek Hydrangea anomala subsp. petiolaris. Pochodzi z Azji (Wyspy Kurylskie, Sachalin, Japonia, Korea Południowa, Tajwan). Jest uprawiany w wielu krajach świata, w Europie od 1865 r.

## Systematyka
Według Krytycznej listy roślin naczyniowych Polski oraz The Plant List jest to gatunek hortensji. Według nowszych ujęć taksonomicznych jest to podgatunek Hydrangea anomala i ma nazwę Hydrangea anomala D. Don subsp. petiolaris (Siebold & Zucc.) E. M. McClint.Fl. jap. 1:106, t. 54. 1839.

## Morfologia
ŁodygaOsiąga wysokość 20–25 m.
LiścieOwalne lub jajowate o ząbkowanych brzegach. Jesienią przebarwiają się na pomarańczowo.
KwiatyNiewielkie, białe, zebrane w duże i płaskie kwiatostany. Kwitną od czerwca do lipca.

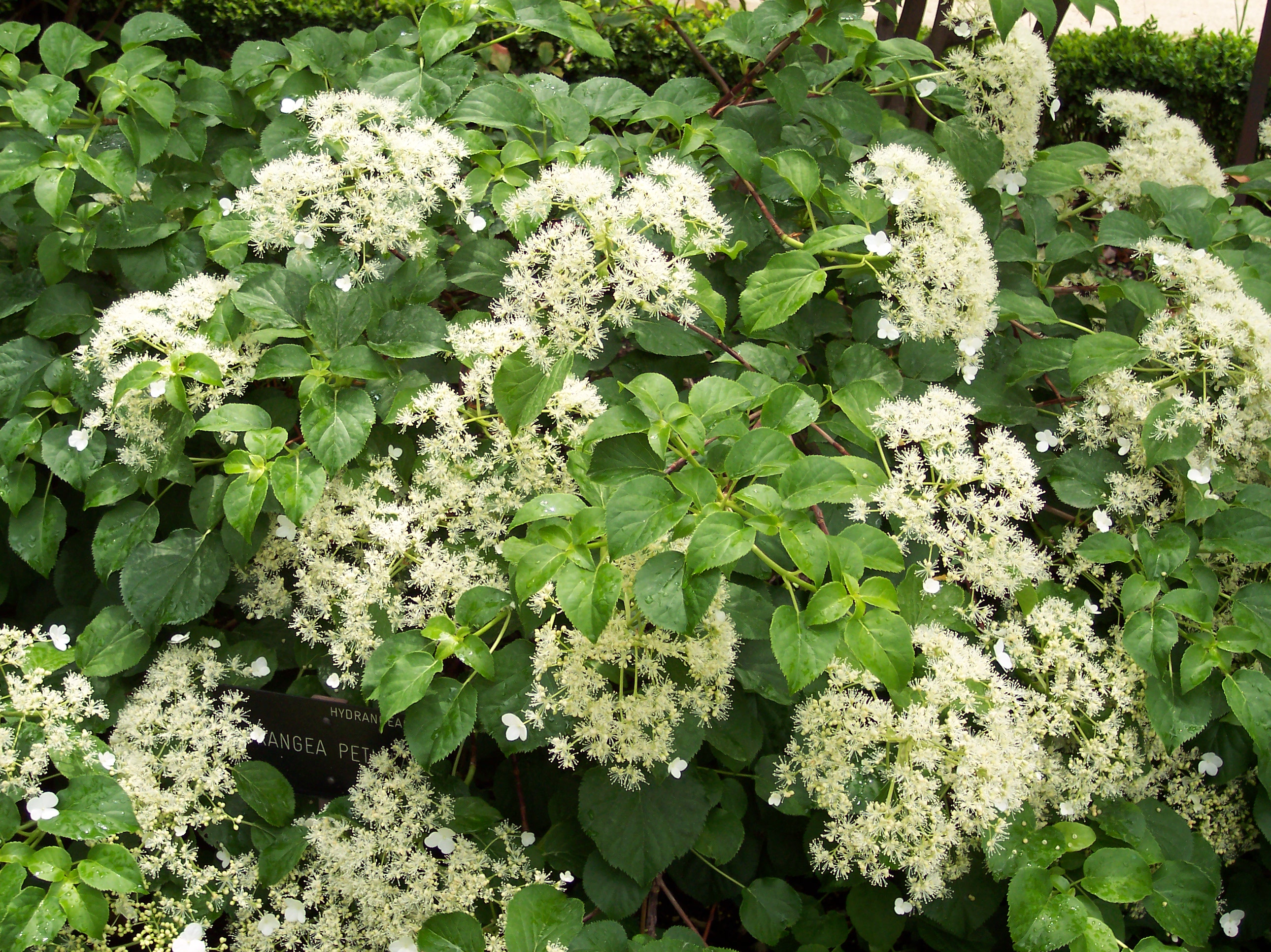
Pokrój kwitnącej rośliny
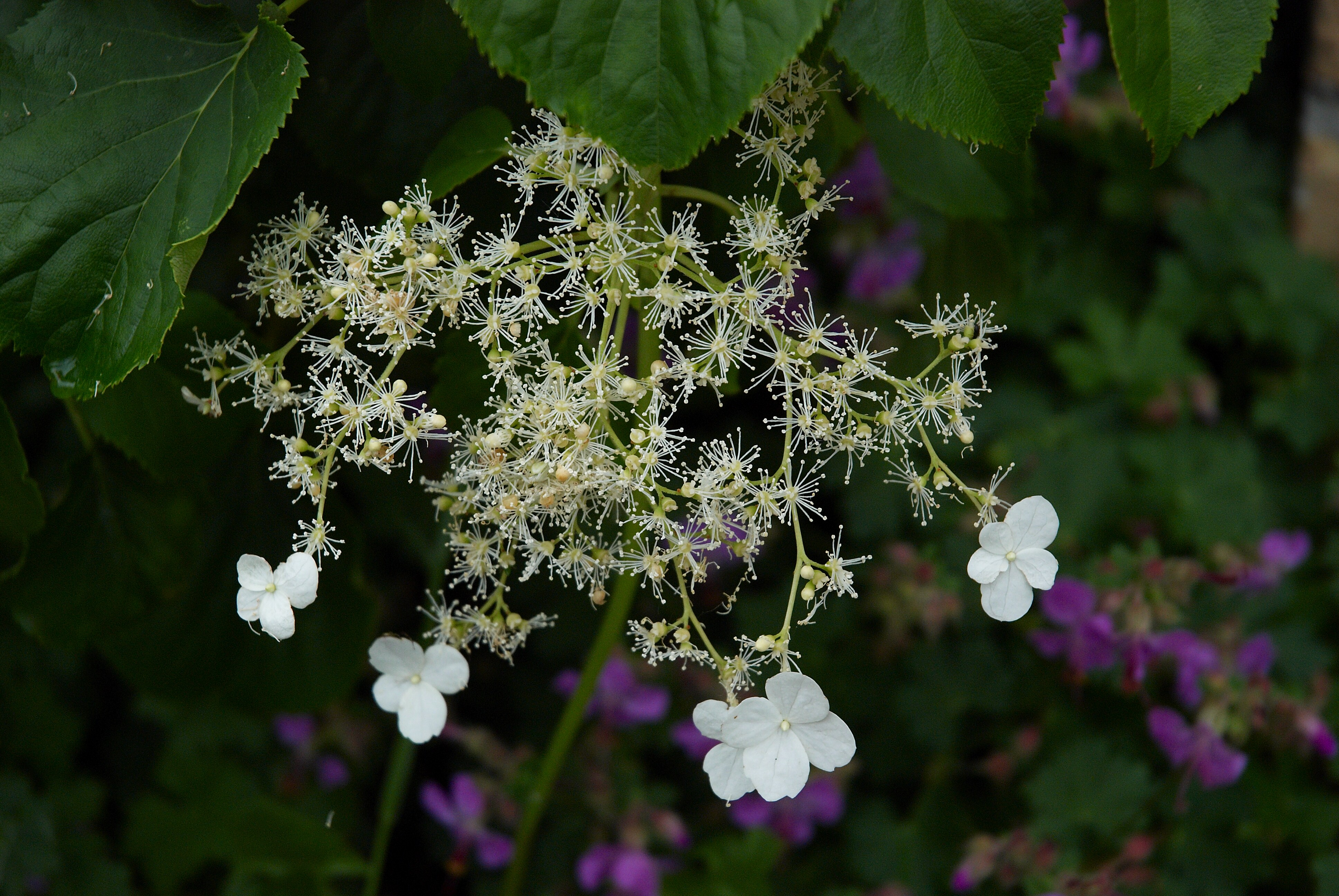
Kwiatostan
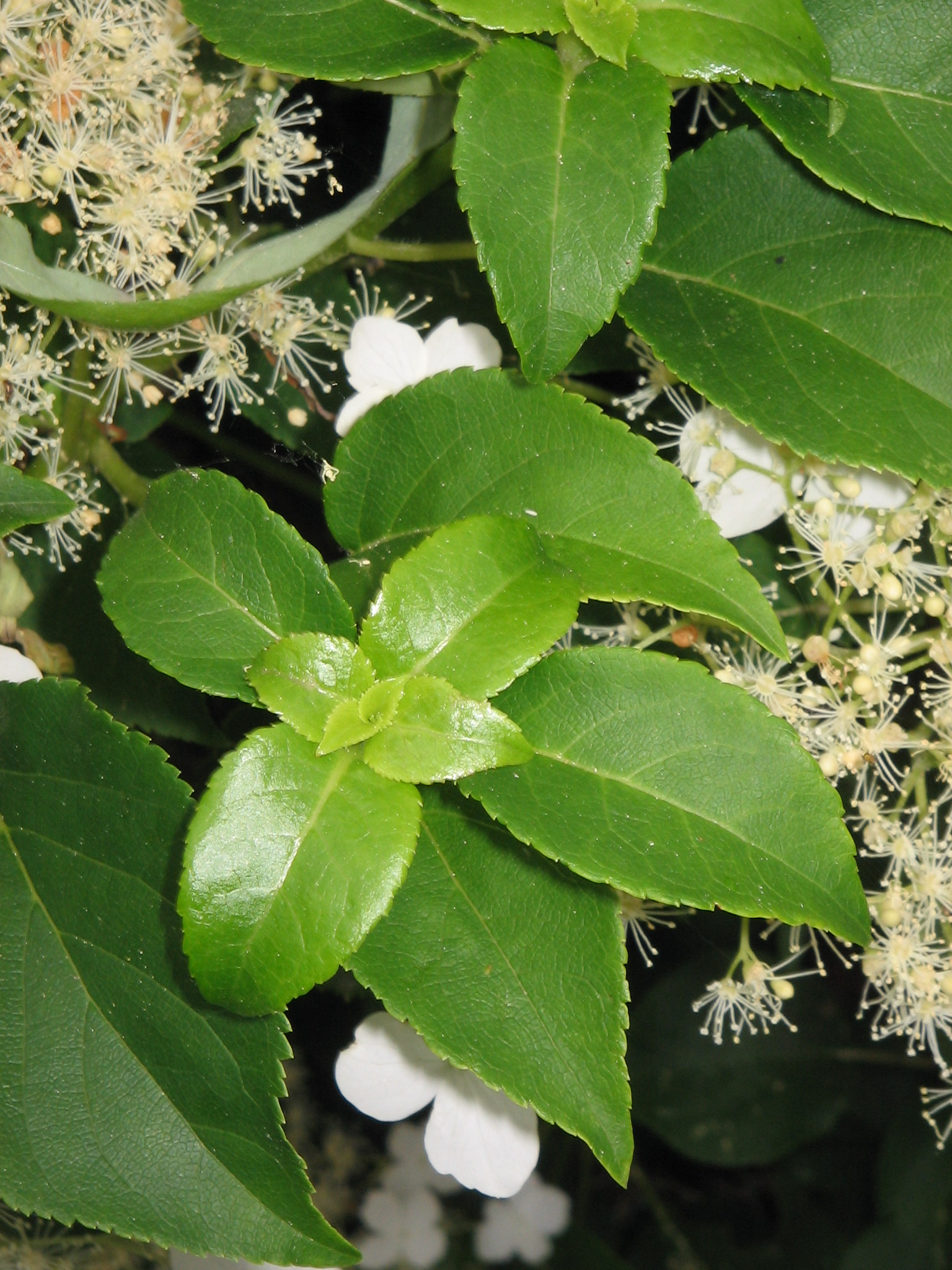
Liście

## Zastosowanie

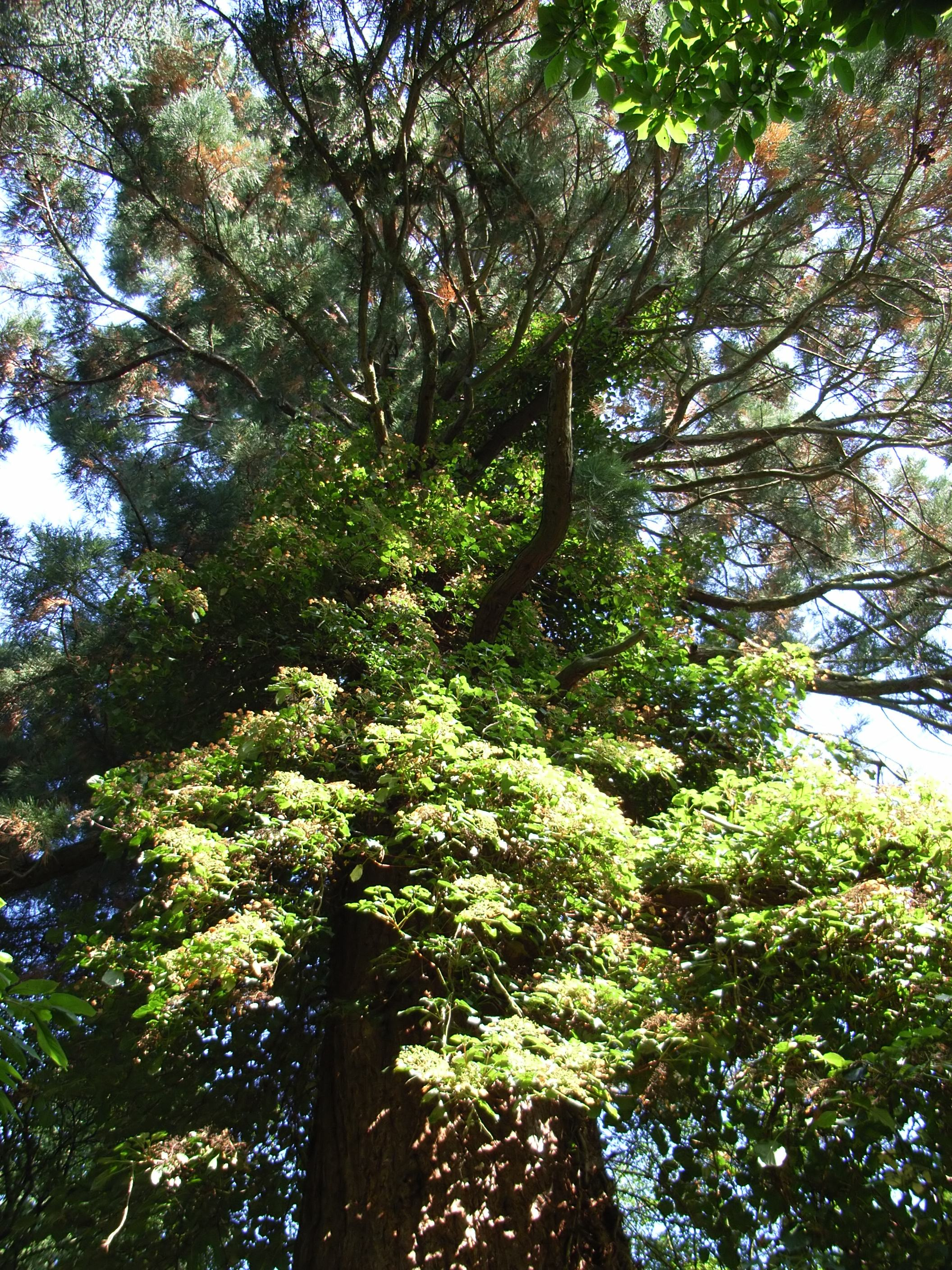
Hortensja pnąca wspinająca się po drzewie

Roślina ozdobna. Jest bardzo odporna na mróz, może rosnąć w strefie klimatycznej 5-9. Wymaga stanowisk półcienistych z glebą próchniczą o lekko kwaśnym pH. W czasie upałów należy ją podlewać. Po przekwitnieniu przycina się pędy. Zalecana do stosowana przy murach, starszych drzewach i jako pnącze okrywające pergole lub altany.